# Nadace saských památných míst pro připomínání obětí politické tyranie

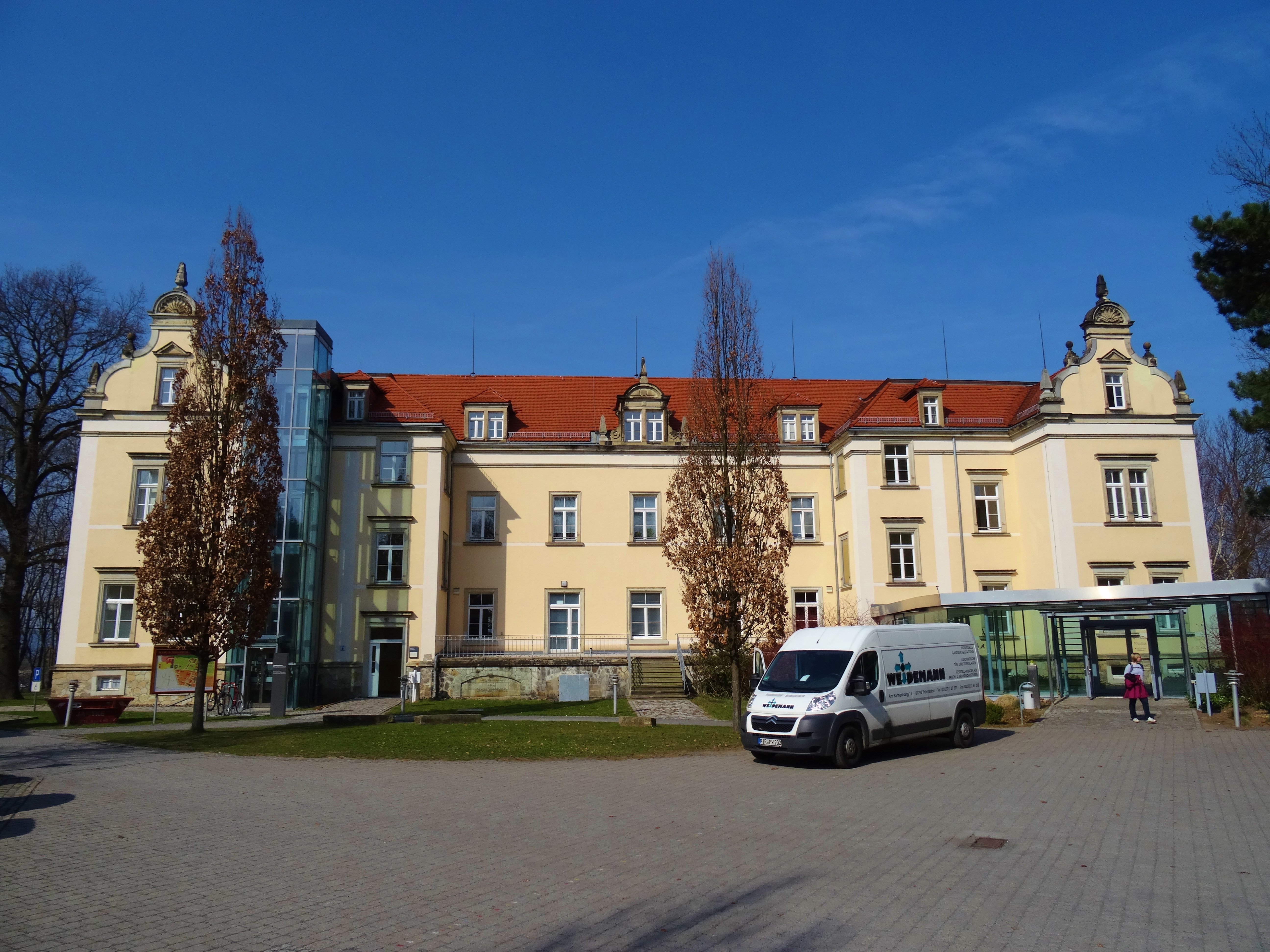
Památník Pirna-Sonnenstein, budova C16

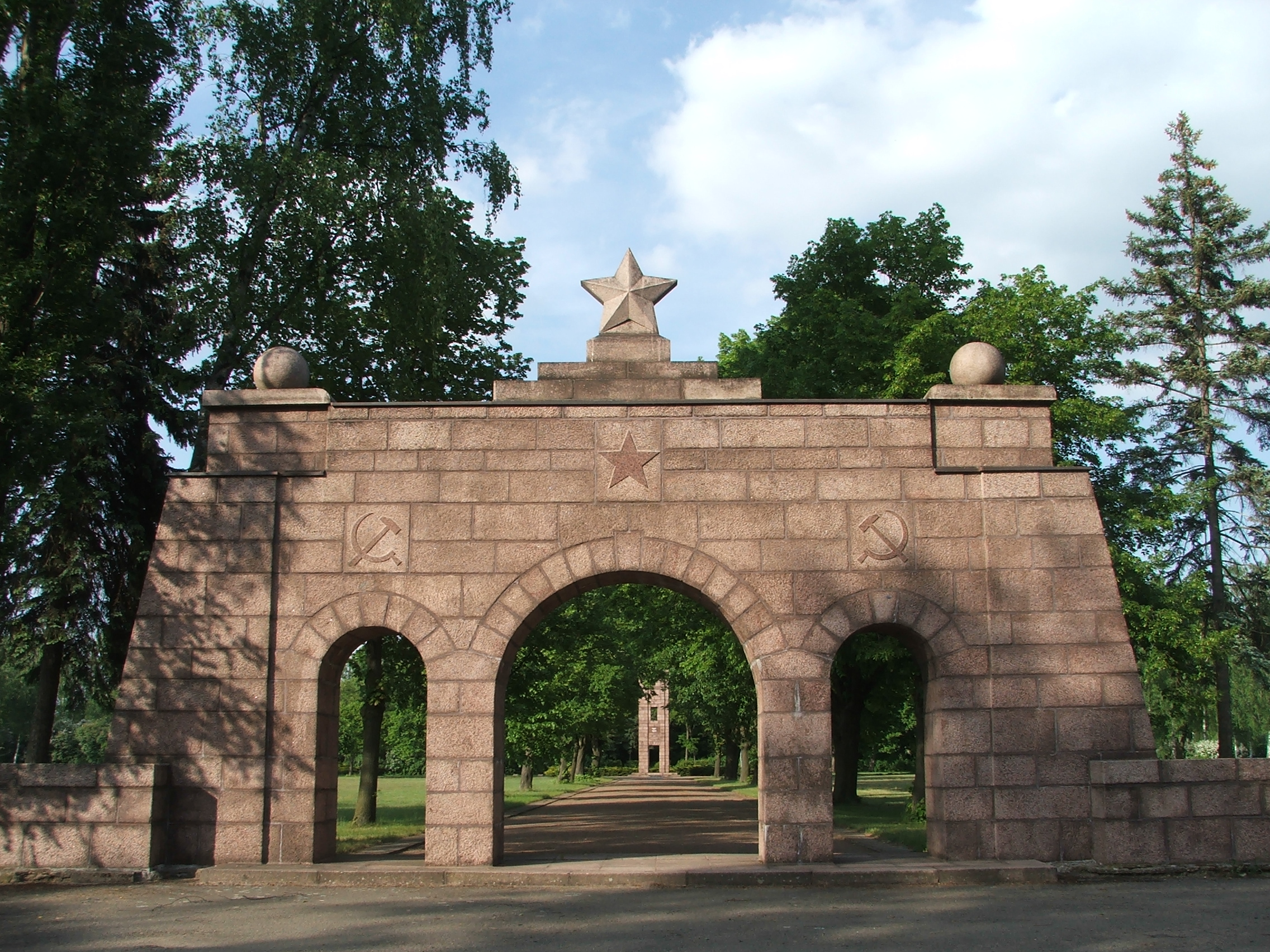
Vstup do Památníku Ehrenhein Zeithein

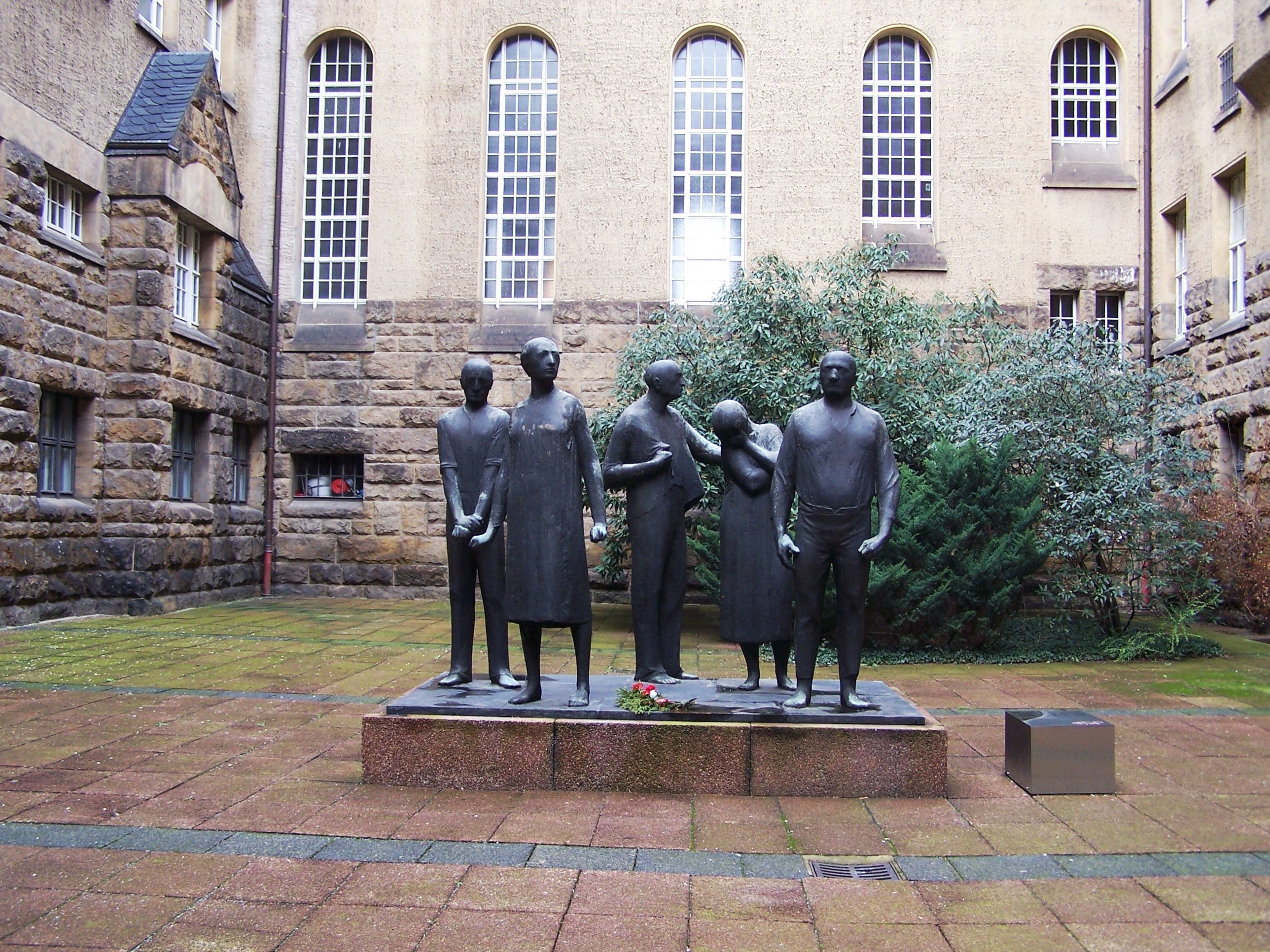
Skupina plastik od Arndta Wittiga na vnitřním nádvoří Památníku Münchener Platz v Drážďanech

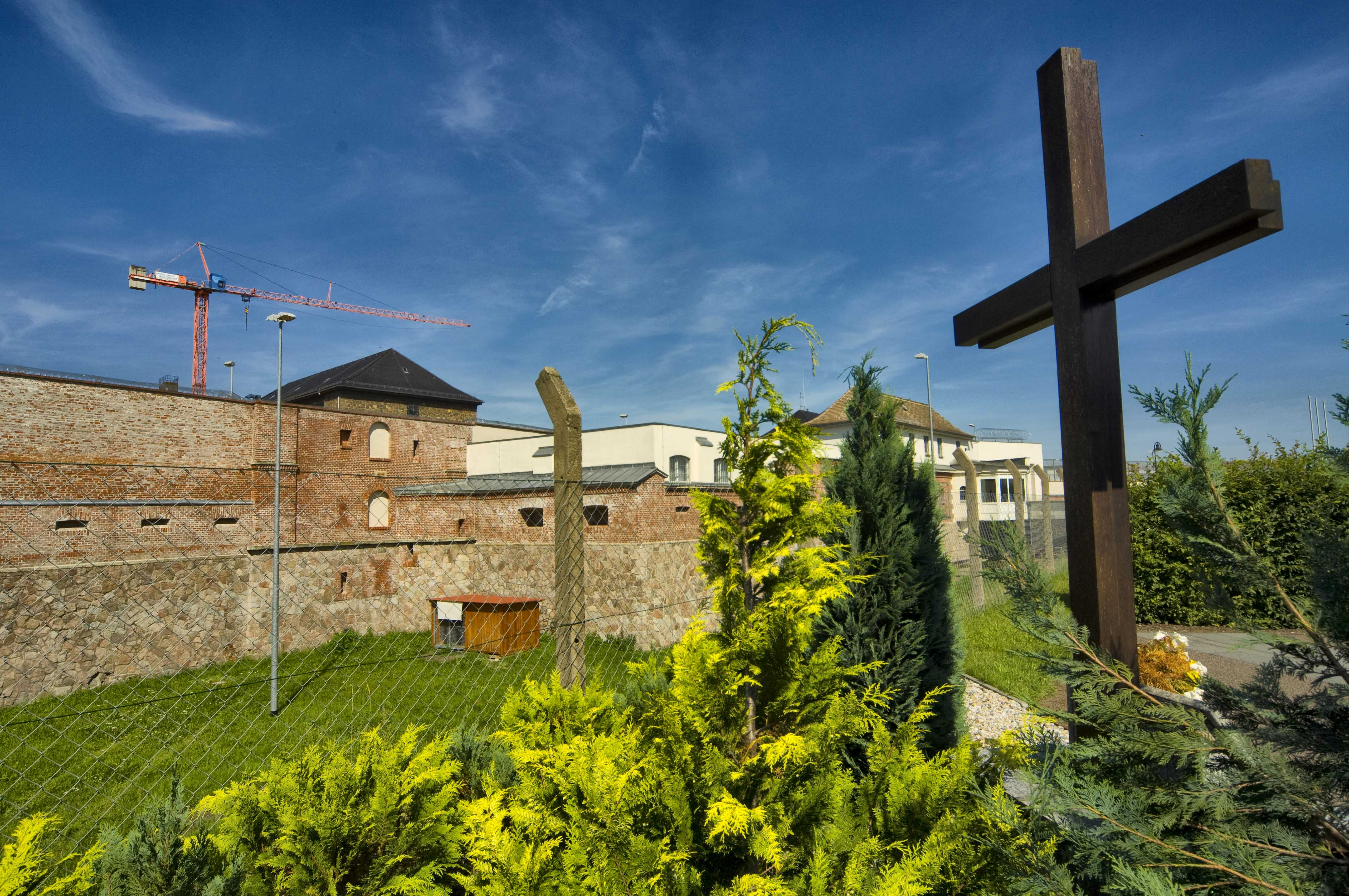
Ústřední zadržovací zařízení „Fort Zinna“ v pevnosti Torgau

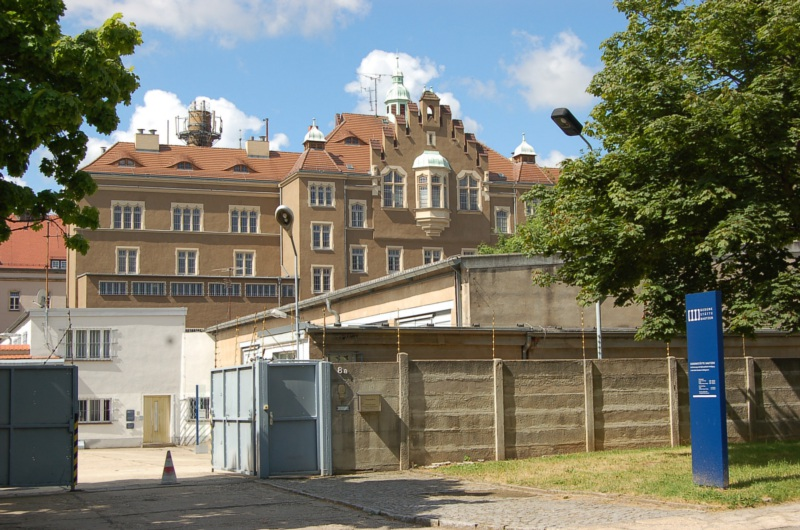
Památník Budyšín

Nadace saských památných míst pro připomínání obětí politické tyranie (německy Stiftung Sächsische Gedenkstätten zur Erinnerung an die Opfer politischer Gewaltherrschaft, zkráceně Stiftung Sächsische Gedenkstätten, popř. StSG) je veřejnoprávní nadace zřízená Svobodným státem Sasko, která udržuje nebo finančně podporuje vícero památných míst k připomínání obětí nacionálního socialismu a komunismu. Její činnost byla po sporu mezi sdruženími obětí a po následné kritice vymezena v novele Zákona o saské nadaci památných míst (SächsGVBl. S. 623), která byla s velkou většinou přijata Saským zemským sněmem 17. října 2012. Tato novela vstoupila v platnost 16. prosince 2012. Nadace je členem Platformy evropské paměti a svědomí (Platform of European Memory and Conscience).

## Vznik a vývoj nadace
Kultura připomínání politické minulosti se v období NDR z velké části omezovala na komunistické oběti nacionálního socialismu, a zdaleka tedy nezohledňovala všechny skupiny obětí. Po znovusjednocení Německa se tyto „chybějící“ oběti organizovaly v příslušných spolcích, nově vzniklých lokálních sdruženích, které se vytvořily kolem angažovaných jednotlivců, kteří se na bázi dobrovolnosti zabývali minulostí památných míst a pamatovali se na události, jež se zde odehrály.
Na počátku 90. let navrhly tyto občanské iniciativy, jednotliví poslanci, ale také nová sdružení obětí komunistické diktatury v Sovětské okupační zóně a v NDR vytvoření organizace zastřešující všechna saská památná místa, která by stabilně zajistila jejich financování a činnost. Dne 15. února 1994 se saská vláda rozhodla založit Nadaci saských památných míst pro připomínání obětí politické tyranie. Legislativní oporu získala v Zákoně o nadaci saských památných míst (SächsGedenkStG) ze dne 28. února 2003. V důsledku 2. odstavce tohoto zákona, jenž nerozlišuje mezi nacionálně socialistickou diktaturou a stalinismem, přestala ve výboru nadace pracovat významná sdružení obětí nacismu. Jednalo se o Ústřední radu Židů v Německu, Dokumentační a kulturní středisko německých Sintů a Romů, Sdružení pronásledovaných nacistickým režimem, Spolkové sdružení obětí nacistické vojenské justice a Podpůrčí spolek Dr. Margarete Blank. Kritika byla namířena proti srovnávání nacistických zločinů s komunistickými zločiny v Sovětské okupační zóně a v NDR a proti jejich relativizaci. Zatímco zákon počítal s vytvořením různých tematických pracovních skupin, kritici požadovali zřízení dvou samostatných poradních sborů, které by se zaměřovaly na období před rokem 1945 a po něm. Vedle této kontroverze v souvislosti s diskusí o celkovém konceptu spolkové nadace musela být přezkoumána také kritizovaná spolupráce se Stasi u některých členů výboru. V souladu se zákonem pak vznikl společný poradní sbor pro zástupce všech obětí, tj. jak obětí nacismu, tak obětí z doby Sovětské okupační zóny a NDR. V lednu 2010 oznámily Ústřední rada Židů v Německu a Saské sdružení pronásledovaných nacistickým režimem – Svaz   antifašistů svůj návrat do Nadace saských památných míst. Sdružení obětí obou diktatur nyní opět spolupracují ve výborech nadace.

## Účel a úkoly nadace
Podle § 2 odst. 1 Zákona o nadaci saských památných míst je účelem nadace rozvíjet a podporovat ve Svobodném státě Sasko povědomí o násilných politických činech nadregionálního rozsahu a zvláštního historického významu, připomínat oběti politického pronásledování, státního teroru a státem organizovaných vražd. Nadace má uchovávat památku obětí politické tyranie a odporu proti diktaturám a dokumentovat pro veřejnost struktury a metody příslušných politických režimů.
Úkoly nadace jsou následující:
- vhodná a náležitá úprava památných míst,
- vědecky podložená úprava trvalých a dočasných výstav v památných místech,
- poskytování vzdělávacích nabídek a informací pro návštěvníky, zejména pro mladé lidi,
- ukotvení historického významu památníků ve veřejném povědomí prostřednictvím akcí, publikací a dalších forem vzdělávání a PR,
- úzká spolupráce se sdruženími obětí a s jejich pracovními skupinami,
- aplikovaný vědecký výzkum a dokumentace.[8]

## Orgány nadace

### Správní rada
Správní rada má řídící a rozhodovací pravomoc (prostá většina) i kontrolu nad celou nadací, a je proto jejím nejvyšším orgánem. Zahrnuje zástupce saských ministerstev, výzkumných a vzdělávacích institucí, sdružení obětí, obecních zemských spolků stejně jako církví a náboženských komunit.

### Výkonný ředitel
Výkonný ředitel zvolený správní radou vždy na pětileté období přebírá celkové řízení nadace a koordinaci prací na příslušných pracovištích. Řídí každodenní činnost a realizuje usnesení správní rady. Kromě toho zodpovídá za publikační činnost a „provádění vědeckých a památkových rozhodnutí výborů nadace“ (§ 8 odst. 3 Zákona o nadaci saských památných míst). Výkonným ředitelem byl v letech 2009–2020 občanskoprávní aktivista a spisovatel Siegfried Reiprich. V roce 2014 byl znovu zvolen správní radou a saskou vládu potvrzen v úřadu na dalších sedm let. K 30. listopadu 2020 byl ovšem kvůli svým kontroverzním prohlášením na Twitteru odvolán. Stalo se tak s okamžitou platností 21. července 2020. Jeho nástupcem byl jmenován historik a politolog Markus Pieper, který obdržel sedmiletou smlouvu od 1. září 2021.

### Nadační a vědecká rada
Poradní sbor nadace se skládá z maximálně 20 členů, kteří již nepůsobí v jiném orgánu nadace a zastupují zde „zájmové skupiny (výbory a sdružení, památníky a jejich pracovní skupiny), jakož i církve, náboženské komunity a sponzory památných míst“ (§ 9 odst. 2 Zákona o nadaci saských památných míst). Vědecká rada je složena z pěti odborníků. Posuzuje koncepce památníků (projekty, výstavy apod.) a dává různá doporučení k činnosti. Předsedou poradního sboru nadace je Tobias Hollitzer, předsedou vědecké rady (§ 11 Zákona o nadaci saských památných míst) je historik Joachim Scholtyseck.

## Památná místa a zařízení nadace
- Památník Pirna-Sonnenstein: Připomínka přibližně 15 000 osob, které byly nacistickým režimem klasifikovány jako „nehodné života“ a které se v letech 1940/1941 staly v této bývalé léčebně oběťmi vražd v rámci nacistické „eutanazie“. Během „Aktion T4“ bylo zabito kolem 13 700 převážně duševně nemocných a mentálně postižených lidí a v rámci „Sonderbehandlung 14f13“ zde bylo zavražděno také asi tisíc vězňů z koncentračních táborů.[17]
- Památník Ehrenhein Zeithein: Připomínka zločinů wehrmachtu v zajateckém táboře Stalag IV H v Zeitheinu poblíž Riesy v letech 1941–1945. V Zeitheinu zemřelo celkem asi 25 000 až 30 000 sovětských, italských, srbských, britských, francouzských a polských válečných zajatců, včetně 862 Italů. Hlavními důvody jejich úmrtí byla špatná výživa a katastrofální hygienické podmínky.[17]
- Památník Münchener Platz (Drážďany): Připomínka obětí trestních soudů za nacionálně socialistické diktatury, sovětské okupace a NDR. Do konce roku 1956, kdy v této budově na náměstí Münchener Platz vynesl soudce NDR poslední rozsudek smrti, byl objekt otevřený roku 1907 jako Královský saský zemský soud využíván jako soud, středisko pro zadržení a místo popravy.[17]
- Dokumentační a informační centrum Torgau: Připomínka obětí nacionálně socialistické justice wehrmachtu, sovětských speciálních táborů č. 8 a 10 a trestního zařízení NDR v Torgau, v němž si zejména v 60. letech museli odpykávat své tresty političtí vězni. Vzhledem k tomu, že ústřední zadržovací zařízení „Fort Zinna“ je nyní využíváno Svobodným státem Sasko jako nápravné zařízení, není toto dokumentační centrum umístěno na autentickém historickém místě, ale na zámku Hartenfels na západním břehu Labe.[17]
- Památník Budyšín: K připomínce obětí politického pronásledování v Sovětské okupační zóně a v NDR slouží bývalý „Stasi-Knast“ v budově Bautzen II, jež je sídlem památníku a která připomíná rovněž oběti věznění v sousedním objektu Bautzen I („Žlutá bída“). V obou těchto věznicích byli v nelidských podmínkách vězněny oběti nacismu, sovětské okupace a diktatury SED. Stálá expozice dokumentuje utrpení obětí a příslušné politické a historické souvislosti.[17]
- Dokumentační středisko v Drážďanech: Dokumentační středisko Nadace saských památných míst shromažďuje osobní dokumenty obětí nacionálního socialismu a komunistické diktatury v Sovětské okupační zóně a NDR. Výzkum těchto dokumentů je umožněn prostřednictvím nejrůznějších databází. Středisko bylo založeno v roce 1999 s cílem vytvářet pro saské památníky biografický archiv. Shromažďované údaje jsou využívány nejen pro přípravu expozic a výstav, ale také při soukromých dotazech obětí nebo jejich příbuzných. Od 1. ledna 2015 o tyto informace mohou žádat jen občané SRN. Do roku 2014 vedlo dokumentační středisko výzkumný projekt „Sovětští a němečtí váleční zajatci a internovaní: výzkum věnovaný válce a poválečnému období“.[17][18]

## Financování projektů a institucionální podpora
Památník a muzeum Stasi v „Runde Ecke“ (Lipsko) podporovaný Občanským výborem v Lipsku, Památník Bautzner Straße (Drážďany) podporovaný sdružením „Poznání skrze vzpomínky“ a Bautzen-Komitee e.V. se svým zaměřením týkají výlučně historie NDR a v užším smyslu k Nadaci saských památných míst nepatří, třebaže jsou jí finančně podporovány prostřednictvím institucionálního financování. Základní prostředky z nadace dostávají rovněž Archiv Občanského hnutí Lipsko, Ekologická knihovna v Großhennersdorfu, Centrum Martina Luthera Kinga ve Werdau a Iniciativa pro Centrum práce s mládeží v Torgau.

## Nové památníky ve výstavbě
Novelou Zákona o nadaci saských památných míst z roku 2012 byl urovnán spor o základní koncepci saských památníků. Při tom zákonodárný sbor definoval nové projekty památníků, které lze financovat z rozpočtu saského státu. Jedná se zvláště o Památník nucené práce v Lipsku, bývalé ústřední popraviště NDR v Lipsku, koncentrační tábor Sachsenburg, ženskou věznici Hoheneck a Památník obětí eutanazie v Großschweidnitz. Tyto projekty připravují podpůrčí spolky a komunity a Nadace saských památných míst je podporuje. Kromě uvedených projektů se připravuje také Památník bývalé věznice Stasi v Chemnitz-Kaßbergu, kde byli političtí vězni NDR za úplatu propouštěni do SRN.

### Publikace
- BÖHM, Boris. „Recht muss doch Recht bleiben!“ : die Verfolgung des Juristen Martin Gauger (1905-1941) im Nationalsozialismus. 1. vyd. Dresden: Stiftung Sächsische Gedenkstätte zur Erinnerung an die Opfer Politischer Gewaltherrschaft 109 s. (Lebenszeugnisse – Leidenswege ; Heft 26). ISBN 978-3-934382-54-1. (německy)
- BRZĘCKA-KOSK, Maria. Als Mädchen im KZ Meuselwitz : Erinnerungen. Dresden: Stiftung Sächsische Gedenkstätten zur Erinnerung an die Opfer politischer Gewaltherrschaft, 2016. 132 s. (Lebenszeugnisse – Leidenswege ; Heft 24). ISBN 978-3-934382-27-5. (německy)
- Das Denkzeichen „Vergangenheit ist Gegenwart“ : ein Kunstprojekt der Stiftung Sächsische Gedenkstätten in Pirna. Příprava vydání Boris Böhm, Norbert Haase. 1. vyd. Dresden: Sandstein, 2006. 72 s. (Schriftenreihe der Stiftung Sächsische Gedenkstätten zur Erinnerung an die Opfer Politischer Gewaltherrschaft ; Bd. 12). ISBN 978-3-937602-58-5. (německy)
- Dokumenty po istorii Velikoj Otečestvennoj Voiny v gosudarstvennych archivach Respubliki Belarus' : (1941–1945) ; spravočnik. Příprava vydání Saksonskie Memorialy v Pamjat' Žertvam Političeskogo Terrora. Dresden: Stiftung Sächsische Gedenkstätten zur Erinnerung an die Opfer Politischer Gewaltherrschaft, 2003. 573 s. ISBN 978-3-934382-05-3. (rusky) (německy)
- Erinnern und Lernen an historischen Orten : gedenkstättenpädagogische Angebote in Sachsen. Příprava vydání Stiftung Sächsische Gedenkstätten zur Erinnerung an die Opfer Politischer Gewaltherrschaft. Dresden: Stiftung Sächsische Gedenkstätten zur Erinnerung an die Opfer Politischer Gewaltherrschaft, 2007. 51 s. (německy)
- Für die Lebenden der Toten gedenken : ein internationales Gemeinschaftsprojekt zur Erforschung des Schicksals sowjetischer und deutscher Kriegsgefangener und Internierter = Vo imja živych pomnit' o pogibšich. Příprava vydání Stiftung Sächsische Gedenkstätten zur Erinnerung an die Opfer politischer Gewaltherrschaft, Norbert Haase. Dresden: Stiftung Sächs. Gedenkstätten zur Erinnerung an die Opfer politischer Gewaltherrschaft, 2003. 180 s. ISBN 978-3-934382-06-0. (německy) (německy) (rusky)
- „...ist uns noch allen lebendig in Erinnerung“ : biografische Porträts von Opfern der nationalsozialistischen "Euthanasie"-Anstalt Pirna-Sonnenstein. Příprava vydání Stiftung Sächsische Gedenkstätten zur Erinnerung an die Opfer Politischer Gewaltherrschaft. 1. vyd. Dresden: Stiftung Sächsische Gedenkstätten zur Erinnerung an die Opfer Politischer Gewaltherrschaft, 2003. 154 s. (Lebenszeugnisse – Leidenswege ; H. 14). ISBN 978-3-934382-07-7. (německy)
- Totenbuch Speziallager Bautzen 1945–1956. Příprava vydání Stiftung Sächsische Gedenkstätten/Gedenkstätte Bautzen. 1. vyd. Dresden: Stiftung Sächsische Gedenkstätten, 2004. 164 s. ISBN 978-3-934382-08-4. (německy)